# Championnat d'Albanie de football 1969-1970
Navigation
Championnat d'Albanie 1967-68 Championnat d'Albanie 1970-71
Le Championnat d'Albanie de football de Kategoria Superiore 1969-1970 est la 29e édition de ce championnat.

## Classement
| Rang | Équipe                      | Pts | J  | G  | N  | P  | Bp | Bc | Diff |
| ---- | --------------------------- | --- | -- | -- | -- | -- | -- | -- | ---- |
| 1    | 17 Nëntori Tirana           | 44  | 26 | 19 | 6  | 1  | 56 | 10 | +46  |
| 2    | Partizan Tirana             | 38  | 26 | 14 | 10 | 2  | 51 | 19 | +32  |
| 3    | Vllaznia Shkodër            | 35  | 26 | 13 | 9  | 4  | 34 | 10 | +24  |
| 4    | Dinamo Tirana               | 35  | 26 | 14 | 7  | 5  | 38 | 23 | +15  |
| 5    | Besa Kavajë                 | 32  | 26 | 10 | 12 | 4  | 32 | 19 | +13  |
| 6    | Labinoti Elbasan            | 27  | 26 | 10 | 7  | 9  | 30 | 25 | +5   |
| 7    | Skënderbeu Korçë            | 27  | 26 | 7  | 13 | 6  | 21 | 20 | +1   |
| 8    | Traktori Lushnja            | 27  | 26 | 8  | 11 | 7  | 23 | 27 | -4   |
| 9    | Flamurtari Vlorë            | 23  | 26 | 7  | 9  | 10 | 26 | 25 | +1   |
| 10   | Lokomotiva Durrës           | 20  | 26 | 5  | 10 | 11 | 17 | 28 | -11  |
| 11   | Luftëtari Gjirokastër       | 18  | 26 | 5  | 8  | 13 | 22 | 41 | -19  |
| 12   | Apolonia Fier               | 17  | 26 | 5  | 7  | 14 | 24 | 42 | -18  |
| 13   | Tekstilisti Stalin Yzberish | 14  | 26 | 3  | 8  | 15 | 24 | 44 | -20  |
| 14   | Naftëtari Qyteti Stalin     | 7   | 26 | 2  | 3  | 21 | 9  | 74 | -65  |

|  | Champion |
|  | Relégué  |

## Bilan de la saison
| Tableau d'Honneur                 |                   |
| Compétition                       | Vainqueur         |
| Championnat d'Albanie de football | 17 Nëntori Tirana |
| Coupe d'Albanie de football       | Partizan Tirana   |

| Promotions et relégations     |                                                     |
| Relégués en First Division    | Tekstilisti Stalin Yzberish Naftëtari Qyteti Stalin |
| Promus en Kategoria Superiore | Besëlidhja Lezhë Tomori Berat                       |